# Ван дер Грагт, Стефани
Стефани ван дер Грагт (нидерл. Stefanie van der Gragt; род. 16 августа 1992, Херхюговард, Северная Голландия) — нидерландская футболистка, выступающая на позиции защитницы за сборную Нидерландов, которую она представляла на женских чемпионатах мира 2015, 2019 года и 2023 года.

## Клубная карьера
Стефани ван дер Грагт начинала свою карьеру футболистки, выступая за молодёжные команды нидерландского любительского клуба «Рейгер Бойз» из города Херхюговард. Затем она играла за молодёжную команду «Колпинг Бойз», другого любительского клуба из Аудорпа.
Переход в клуб АЗ в 2009 году дал старт её профессиональной карьере, так как она смогла выступать в высшей профессиональной национальной лиге (Эредивизи). После двух сезонов в этом клубе, в 2011 году Стефани ван дер Грагт перешла в «Телстар», за который играла в течение следующих четырёх лет. В 2015 году она стала футболисткой «Твенте», и после одного сезона за него присоединилась к немецкой команде «Баварии» из Мюнхена. Из-за травм у неё было мало шансов заявить о себе в Германии, и в 2017 году она вернулась в Нидерланды, подписав контракт с «Аяксом». 4 июля 2018 года Стефани ван дер Грагт стала футболисткой испанского клуба «Барселона».

## Карьера в сборной
Стефани ван дер Грагт дебютировала за женскую сборную Нидерландов 8 марта 2013 года в матче Женского Кубка Кипра против команды Швейцарии.
Она также входила в состав сборной Нидерландов на женском чемпионате мира 2015 года и на женском чемпионате Европы 2017 года (где стала победительницей турнира в составе команды), сыграв все матчи своей команды на обоих турнирах. На женском чемпионате мира 2019 года она забила в четвертьфинальном победном матче против Италии.

### Голы за сборную[9]
| Гол | Дата            | Стадион                                              | Соперник  | Счёт | Итог | Соревнование                 |
| --- | --------------- | ---------------------------------------------------- | --------- | ---- | ---- | ---------------------------- |
| 1.  | 5 марта 2014    | ГСЗ, Ларнака, Кипр                                   | Австралия | 2-0  | 2-2  | Кубок Кипра 2014             |
| 2.  | 10 апреля 2016  | Ян Лауверс, Эйндховен, Нидерланды                    | Канада    | 1-2  | 1-2  | товарищеский матч            |
| 3.  | 20 января 2017  | Пинатар Арена, Сан-Педро-дель-Пинатар, Испания       | Румыния   | 4-1  | 7-1  | товарищеский матч            |
| 4.  | 19 октября 2017 | НВ Арена, Санкт-Пёльтен, Австрия                     | Австрия   | 1-0  | 2-0  | товарищеский матч            |
| 5.  | 24 ноября 2017  | Сенец, Сенец, Словакия                               | Словакия  | 1-0  | 5-0  | отбор чемпионата мира 2019   |
| 6.  | 24 ноября 2017  | Сенец, Сенец, Словакия                               | Словакия  | 5-0  | 5-0  | отбор чемпионата мира 2019   |
| 7.  | 28 февраля 2018 | Муниципальный стадион Бела-Вишта, Паршал, Португалия | Япония    | 5-1  | 6-2  | Кубок Алгарве 2018           |
| 8.  | 29 июня 2019    | Стад дю Эно, Валансьен, Франция                      | Италия    | 2-0  | 2-0  | чемпионат мира 2019          |
| 9.  | 3 сентября 2019 | Абе Ленстра, Херенвен                                | Турция    | 1-0  | 3-0  | отбор чемпионата Европы 2021 |

## Достижения

### Клубные
АЗ Алкмар
- Чемпионка Нидерландов: 2009/10
- Обладательница Кубка Нидерландов: 2010/11

«Твенте»
- Чемпионка Нидерландов: 2015/16

«Аякс»
- Чемпионка Нидерландов: 2017/18
- Обладательница Кубка Нидерландов: 2017/18
- Обладательница Кубка Эредивизи[нидерл.]: 2020/21

«Барселона»
- Обладательница Кубка Каталонии: 2018

### В сборной
Нидерланды
- Чемпионка Европы: 2017
- Обладательница Кубка Алгарве: 2018[12]
- 2-е место на чемпионате мира: 2019